# Piantatela!
Piantatela! il cui titolo completo è Piantatela! Chi l'ha detto che il bullismo esiste solo tra maschi? (Bad Girls) è un romanzo di Jacqueline Wilson.

## Trama
Mandy White è una bambina di dieci anni che si vergogna dei genitori: questi ultimi sono piuttosto anziani e iperprotettivi nei suoi confronti, trattandola come se fosse più piccola della sua età e controllando il suo abbigliamento e pettinatura. A causa di ciò, Mandy è profondamente insicura e ingenua e a scuola viene bullizzata da tre compagne di classe, Kim, Sarah e Melanie (quest'ultima una sua ex amica).
Un giorno, durante un episodio di bullismo, Mandy reagisce d'istinto schiaffeggiando Kim, venendo quasi investita da un autobus nel tentativo di darsi alla fuga. Viene tenuta a casa da scuola per riprendersi e così fa la conoscenza di Tanya, una vivace quattordicenne in affido a una vicina di casa. Nonostante la disapprovazione della madre di Mandy, le due ragazzine diventano rapidamente amiche, sognando un futuro in cui, indipendenti da famiglie e genitori affidatari, potranno vivere grandi avventure.
Mandy scopre che Tanya è una taccheggiatrice ma, nonostante la sua preoccupazione, decide di non dire nulla affinché non le venga proibito incontrarsi con l'amica. Un giorni d'estate, mentre le due sono in un negozio di vestiti, vengono fermate in quanto Tanya ha cercato di rubare qualcosa. Pertanto, Tanya viene allontanata dalla casa della genitrice affidataria e affidata nuovamente ai servizi sociali. Inizialmente la madre di Mandy è arrabbiata per la situazione, ma poi diventa più comprensiva e accetta di lasciare che la figlia si vesta e acconci come vuole.
Nel mentre, Mandy fa amicizia con Arthur, un suo timido compagno di classe appassionato di storie fantasy, pur continuando a soffrire per l'allontanamento da Tanya. Durante il nuovo anno scolastico, Mandy trova il coraggio di parlare in classe del bullismo subito; in seguito a ciò, Sarah e Melanie si allontanano da Kim e Melanie si riconcilia con Mandy.
Tanya, nonostante odi scrivere a causa della sua dislessia, riesce faticosamente a scrivere una lettera a Mandy, assicurandole che saranno per sempre migliori amiche e che un giorno saranno libere di rivedersi come avevano sognato.

## Accoglienza
Kirkus Reviews ha definito le protagoniste del romanzo "divertenti, commoventi e pienamente meritevoli della compassione dei lettori". Sebbene abbia trovato il romanzo "a volte inverosimile", ha concluso che "i giovani si divertiranno un mondo con queste cattive, anzi, fantastiche ragazze".
Publishers Weekly non era d'accordo con l'affermazione che Bad Girls fosse inverosimile. In una recensione, ha evidenziato la capacità di Wilson di "modellare personaggi, dialoghi e trama convincenti" in un "racconto scritto in modo serrato" che "dimostra che le cattive ragazze possono essere una bella storia".